# St. Ursula (Naundorf)
St. Ursula ist ein Pilger- und Wallfahrtsort der Schönstattbewegung und eine von den Schönstätter Marienschwestern geleitete Familienferienstätte im Struppener Ortsteil Naundorf. Die Einrichtung in der Sächsischen Schweiz im Bistum Dresden-Meißen gehört dem Caritasverband an.
St. Ursula, benannt nach der Hl. Ursula von Köln, liegt auf einem Berghang über der Elbe mit Blick über den Fluss und die Sandsteinfelsen und die im engen Tal liegende Stadt Wehlen. Bemerkenswert sind der gotische Flügelaltar und eine aus dem Jahr 1781 stammende Bronzeglocke. Für viele Christen in der ehemaligen DDR war St. Ursula nicht nur ein Ort zum Auftanken, zur Ruhe und Erholung, sondern es verfügte über ein reichhaltiges Bildungsangebot.

## Geschichte des Hauses
Maria Große, die Frau des Geschäftsführers der Tabakwarenfabrik Reemtsma, kaufte 1923 das um die Jahrhundertwende errichtete Landhaus in Naundorf. Sie bewohnte das Haus vom 18. August 1923 bis 17. September 1941. Als katholische Jüdin wurde sie von den Nazis enteignet, kam zunächst nach Dresden ins Gefängnis und danach in das KZ Theresienstadt. Sie überlebte das Konzentrationslager und lebte nach dem Krieg mittellos in Hamburg bis zu ihrem Tod im Jahr 1955.
1992 besuchten Freunde und Verwandte das Haus zur Erinnerung an ihre Kinder- und Jugendtage. Das Haus war nach dem Krieg verwaist. Das Dach war bei einem Bombenangriff 1945 stark beschädigt worden. Da die Eigentumsverhältnisse nicht geklärt waren, gab es lange Verhandlungen mit der jüdischen Gemeinschaft, um das Haus für die Caritas zu erhalten. Ignatz Bubis, der damalige Vorsitzende des Zentralrates der Juden, bestätigte den rechtlichen Erwerb des Grundstückes mit dem Haus durch das Bistum Dresden-Meißen und die Übernahme durch die Caritas 1951.

## Aufbau des Caritas-Erholungsheims
Die erste Wirtschaftsleiterin war Frau Lange. Am 18. Januar 1955 wurde das Haus an die Schönstätter Marienschwestern zur Leitung übergeben. In den ersten Jahren diente der Caritas das Haus zur Mütter- und Familienerholung. Mit Argwohn sah der Staat auf das christlich geführte Erholungsheim. Die Schwestern berichteten von Manipulationen, die das Leben im Caritas-Haus stören sollten. Ihrer Umsicht ist es zu verdanken, dass es nie zu größeren Problemen kam. Schon in den Anfangsjahren gab es Planungen für ein neues Bettenhaus, um dem großen Bedarf gerecht zu werden. Schwester Ignatia, die erste Oberin, und Schwester Engelfriede richteten einen im Wald stehenden Pavillon als Kapelle ein. Diese kleine Wald-Kapelle dient als Gnaden- und Segenstätte und wird besonders von den Wallfahren genutzt. St. Ursula ist nicht nur ein Ort der Erholung, der Stille und des Gebets, sondern auch eine Pilgerstätte der Schönstattbewegung. 1956 wurde auf dem Gelände die erste Kapelle geweiht. Sie war in Leichtbauweise ausgeführt und sehr einfach ausgestattet. Von Bischof Otto Spülbeck wurde am 14. September 1958 ein vom Künstler Robert Sterl und Bildhauer Hugo Peters gestalteter Kreuzweg eingeweiht.
Am 21. Januar 1959 wurde das Richtfest des Aspirantur-Hauses gefeiert. Die einjährige Aspirantur wurde von jungen Frauen besucht, die die kirchliche Ausbildung zur Kindergärtnerin absolvieren wollten. Ab 1970 war sie gleichzeitig das erste Lehrjahr für Kindergärtnerinnen. Die Ausbildung zur katholischen Kindergärtnerin gab es bis 1992.
Ab 1963 gab es spezielle Kurse für chronisch Kranke. Zu Zeiten der DDR gab es im Sommer Ferienplätze über die Caritasstellen in den Dekanaten.
Ab dem Winter 1967 wurden Kurse zu kirchlichen Themen vom Dresdner Oratorium organisiert. Der frühere Schriftleiter der Zeitung Tag des Herrn Franz Peter Sonntag gestaltete diese Kurse. In den Geschichtskursen konnte man frei sprechen, diskutieren und Dinge erfahren, die in der DDR offiziell verschwiegen wurden. Nach dem Tod von Franz-Peter Sonntag konnte dieses wichtige Bildungsangebot für Christen durch andere Referenten des Kirchengeschichtskreises weitergeführt werden. Siegfried Hübner aus Erfurt, Josef Pilvousek, Bernhard Dittrich, Siegfried Foelz oder Michael Ulrich waren ebenso beteiligt wie Gerhard Feige, der jetzige Bischof des Bistums Magdeburg.
In den Akademikerkreisen für Ärzte wurden nicht nur Fachthemen behandelt, sondern das Leitbild eines christlichen Arztes in einer atheistisch geprägten Umwelt. Die Themen bewegten sich im Grenzbereich von Medizin und Ethik, Theologie und Naturwissenschaft, Glauben und Wissen, Sterbehilfe und Euthanasie, Schwangerschaftsabbruch in moraltheologischer Sicht, Sterben, Tod, Alter, Schmerz, Psychotherapie und Seelsorge waren einige Themen der Veranstaltungen.
Mit der politischen Wende änderten sich auch die Themenfelder. Die Christen in der früheren DDR hatten sich nicht nur mit den Ereignissen in der kommunistischen Diktatur auseinanderzusetzen, sondern sich jetzt auch den Herausforderungen der modernen demokratischen Gesellschaft zu stellen.

## Jahrhundertflut in Sachsen 2002
40 Personen, darunter Senioren und Familien, die zu dieser Zeit in St. Ursula zu Gast waren, konnten wegen der Überflutungen nicht nach Hause zurückkehren. Dazu wurden einige Familien aus Pirna  in St. Ursula untergebracht sowie Bewohner der Seniorenresidenz in Pirna.
In den folgenden Tagen kamen wegen weiterer Evakuierungen von Pirna weitere Flutbetroffene nach St. Ursula. Rund 100 Flutbetroffene fanden in St. Ursula eine vorläufige Bleibe. Für ihren Einsatz ist die Einrichtung von der Stadt Pirna geehrt worden.
Noch im September wohnten Flutgeschädigte in St. Ursula, erst am 30. September 2002 konnte der normale Betrieb wieder aufgenommen werden.

## Neukonzeption von St. Ursula als Familienferienstätte
Nach Klärung der Eigentumsverhältnisse begann 2004 der Abriss des Altbaus, um Platz für den Bau einer Familienferienstätte zu schaffen. Der Neubau beinhaltet ein Gemeinschaftshaus, sechs Ferienhäuser, ein Apartmenthaus sowie das Haus für den Pfarrer und Hausmeister. Im Gemeinschaftshaus stehen Gruppenräume, ein Speiseraum, eine Küche sowie Spielräume zur Verfügung.
Der Kostenumfang für die Um- und Neugestaltung betrug 5,334 Mio. Euro.
Am 23. Juni 2006 weihte der Bischof des Bistums Dresden-Meißen, Joachim Reinelt, den Neubau der Kapelle ein, die ca. 70 Personen Platz bietet. Bemerkenswert an der Ausstattung ist der restaurierte gotische Flügelaltar, der die heilige Anna, die Mutter Marias, zeigt und eine Bronzeglocke aus dem Jahr 1781 mit der Inschrift: „Zur Ehre Gottes“.
Am 30. März 2007 folgte die Einweihung der neuen Gebäude der Familienferienstätte und des Umbaus des alten Haupthauses.
Der gotische Flügelaltar stand vorher in der inzwischen aufgelassenen Christ-Königs-Kapelle in Radebeul im dortigen katholischen Pfarramt. Die Kapelle wurde von der auf demselben Grundstück errichteten und im November 2001 geweihten Kirche Christus König abgelöst.

### Veranstaltungen
In St. Ursula leben und arbeiten heute vier Schönstätter Marienschwestern.
Neben dem Familienurlaub gibt es Angebote für Kinder, Jugendliche, Erwachsene, Senioren und Behinderte. Es werden Freizeiten für Gruppen, Pfarreien und Senioren, Großeltern/Enkel-Tage, Kinderbetreuungen, Spiel- und Bastelmöglichkeiten für Kinder und Jugendliche sowie Kurse und Seminare für Ehepaare, Familien, Frauen, Mütter, Mädchen und junge Frauen angeboten. Regelmäßig finden auch Kurse für Körperbehinderte statt, die von der Behindertenseelsorge des Bistums begleitet werden. Die Angebote reichen von intensiven thematischen Kursen zu Fragen der Lebensgestaltung aus dem christlichen Glauben heraus bis hin zu Kreativangeboten und zu Kursen, bei denen die Besucher die sächsische Küche kennenlernen oder Ausflüge in die Sächsische Schweiz unternehmen können. Jedes Jahr trifft sich hier die Studentengemeinde zur Kar- und Osterliturgie. Durch gute Kontakte ins Bistum Leitmeritz (Litoměřice) kommen auch tschechische Gäste nach St. Ursula.
Die Caritas-Familienferienstätte St. Ursula feierte am 9. Juli 2011, ihr 60-jähriges Bestehen mit einem Festgottesdienst und anschließenden Gesprächen und Präsentationen.